# Germano Almeida
Germano Almeida (Boa Vista, 1945) est un écrivain cap-verdien. Diplômé de droit à Lisbonne, il devient avocat à São Vicente. Il entame une activité d'écrivain dans les années 1980, et fonde sa propre société d'éditions, Ilhéu Editora, en 1989. Lauréat du prix Camões en 2018.

## Œuvres
- O dia das calças roladas, 1982
- O Meu Poeta, 1992
- A Ilha Fantástica, 1994
- Os Dois Irmãos, 1995
- Estórias de Dentro de Casa, 1996
- O Testamento do Sr. Napumoceno da Silva Araújo, 1997 (Le Testament de Monsieur Napumoceno da Silva Araújo)
- A morte do meu poeta, 1998
- A Família Trago, 1998
- Estórias contadas, 1998
- Dona Pura e os Camaradas de Abril, 1999
- As memórias de um espírito, 2001
- Cabo Verde - Viagem pela história das ilhas, 2003
- O mar na Lajinha, 2004
- Eva, 2006
- A morte do ouvidor (2010)  (ISBN 978-972-21-2114-9)
- De Monte Cara vê-se o mundo (2014)
- O Fiel Defunto (2018)